# 城巴90B線
城巴90B線是香港島一條來往海怡半島和金鐘（東）的路線，主要是海怡半島及香港仔居民來往薄扶林及中上環的路線；而往金鐘的乘客，現大多選擇乘搭港鐵南港島綫。

## 歷史
- 1994年12月19日，本線開辦，以全空調巴士服務。
- 1995年2月17日，總站遷往第四期下（以前總站設於現海韻閣站）。
- 1995年11月22日，沿干諾道西直入干諾道中。
- 1997年5月5日，往海怡半島方向改經香港仔巴士總站，不停石排灣道。
- 1997年7月7日，往海怡半島方向，恢復於石排灣道停站。
- 2000年12月26日，改為循環運作。
- 2010年6月26日，取消循環運作，以海怡半島及金鐘（東）作兩邊總站，以解決循環線太長導致班次失準問題。
- 2018年4月30日：增設實時抵站時間查詢服務。

## 服務時間及班次
| 海怡半島開           | 海怡半島開  | 海怡半島開   | 金鐘（東）開 | 金鐘（東）開 | 金鐘（東）開 |
| 日期                 | 服務時間    | 班次（分鐘） | 日期         | 服務時間     | 班次（分鐘） |
| -------------------- | ----------- | ------------ | ------------ | ------------ | ------------ |
| 星期一至五           | 06:30-08:00 | 15           | 星期一至五   | 09:00-10:40  | 20           |
| 星期一至五           | 08:00-08:10 | 10           | 星期一至五   | 10:40-11:55  | 15           |
| 星期一至五           | 08:10-08:46 | 12           | 星期一至五   | 11:55-12:55  | 12           |
| 星期一至五           | 08:46-09:00 | 14           | 星期一至五   | 12:55-14:25  | 15           |
| 星期一至五           | 09:00-16:00 | 15           | 星期一至五   | 14:25-14:38  | 13           |
| 星期一至五           | 16:00-23:00 | 20           | 星期一至五   | 14:38-16:14  | 12           |
|                      |             |              | 星期一至五   | 16:14-18:04  | 10           |
| 18:20、18:35、18:50  |             |              | 星期一至五   |              |              |
| 19:05-23:25          | 20          |              | 星期一至五   |              |              |
| 23:42                |             |              | 星期一至五   |              |              |
| 星期六、日及公眾假期 | 06:10-22:10 | 20           | 星期六       | 09:00-21:45  | 15           |
| 星期六、日及公眾假期 | 22:10-23:00 | 25           | 星期六       | 21:45-23:25  | 20           |
|                      |             |              | 星期六       | 23:42        |              |
| 星期日及公眾假期     | 09:00-23:20 | 20           |              |              |              |
| 星期日及公眾假期     | 23:42       |              |              |              |              |

## 收費
全程：$7.4
- 瑪麗醫院往金鐘（東）：$6.3
- 中山紀念公園往金鐘（東）：$4.4
- 瑪麗醫院往海怡半島：$5.6
- 華富道往海怡半島：$3.9

| - 本線設有12歲以下小童及65歲或以上長者半價優惠。 - 65歲或以上香港居民使用「樂悠咭」，以及12歲以下合資格殘疾兒童使用「殘疾人士身份」個人八達通繳付車資，均可享有每程$2.0或半價（以較低者為準）的票價優惠；12至64歲合資格殘疾人士使用「殘疾人士身份」個人八達通（包括「樂悠咭」），以及60至64歲香港居民使用「樂悠咭」繳付車資，均可享有每程$2.0或全費（以較低者為準）的票價優惠。 - 65歲或以上長者如使用長者或一般個人八達通繳付車資，則只可享有半價優惠；12至64歲合資格殘疾人士如不使用「殘疾人士身份」個人八達通，以及60至64歲人士如不使用「樂悠咭」繳付車資，必須繳付全費。 - 乘客可以現金或八達通於上車時付款，不設找續。 - 每位成人乘客可免費攜帶最多兩名4歲以下而不佔座位的兒童乘客乘車，超額之4歲以下小童必須繳付小童車費乘車。 - 九龍巴士、城巴及龍運巴士全職員工及家屬（不包括外判職員）可免費乘搭本路線，惟必須拍職員或職員家屬八達通。 - 乘客亦可使用AlipayHK「易乘碼」、支付寶、WeChatHK／微信支付「搭車碼」、銀聯雲閃付「乘車碼」及BOC Pay「乘車碼」、具有感應式支付功能的VISA、Mastercard及銀聯卡，以及Apple Pay、Google Pay及Samsung Pay流動支付平台繳付車資。使用此支付方式的乘客可享有中途下車之分段收費，以及與其他城巴獨營路線或聯營線城巴班次之轉乘優惠，惟不適用於與非城巴路線之轉乘優惠。乘客亦不能享有「公共交通費用補貼計劃」及「長者及合資格殘疾人士公共交通票價優惠計劃」。 |

### 八達通轉乘優惠
乘客登上本線後指定時間內以同一張八達通卡轉乘以下路線，或從以下路線登車後指定時間內以同一張八達通卡轉乘本線，次程可獲車資折扣優惠：
90B←→4、7、37A/B/X、40、40M、40P、71(P)、91，轉乘時限為90分鐘，必須於瑪麗醫院轉乘
- 90B往金鐘 → 4、7、71P、91往中環、37B/X往金鐘、40P往羅便臣道、71往上環，次程車資全免
- 90B往金鐘 → 40(M)往會展站，次程可獲$4.2折扣優惠
- 4、7、71P、91往中環、37B/37X往金鐘、40(M)往會展站或71往上環 → 90B往金鐘，次程車資全免
- 40P往羅便臣道 → 90B往金鐘，次程可獲$4.2折扣優惠
- 90B往海怡半島 → 7往石排灣、37A往置富、40往華富、或71往黃竹坑，次程車資全免
- 7往石排灣或71往黃竹坑 → 90B往海怡半島，次程可獲$3.8折扣優惠
- 37A往置富或40往華富 → 90B往海怡半島，次程可獲$3.2折扣優惠

90B←→A11
- 90B往金鐘 → A11往機場，回贈首程車資，轉乘時限為90分鐘
- A11往北角碼頭 → 90B往海怡半島，次程車資全免，轉乘時限為120分鐘

## 使用車輛
本線主要用車是亞歷山大丹尼士Enviro 500（81XX-84XX、91XX）及富豪B9TL(95**)。

## 行車路線
海怡半島開經：怡南路、海怡路、鴨脷洲橋道、香港仔海傍道、石排灣道、薄扶林道、山道天橋、干諾道西、干諾道中、民吉街、統一碼頭道、民吉街、干諾道中、夏慤道、紅棉路支路、金鐘道、添馬街及德立街。
金鐘（東）開經：樂禮街、德立街、添馬街、夏慤道、紅棉路天橋、金鐘道、德輔道中、域多利皇后街、皇后大道中、皇后大道西、薄扶林道、石排灣道、香港仔海傍道、香港仔大道、鴨脷洲橋道、怡南路、海怡路、鴨脷洲橋道及怡南路。

### 沿線車站

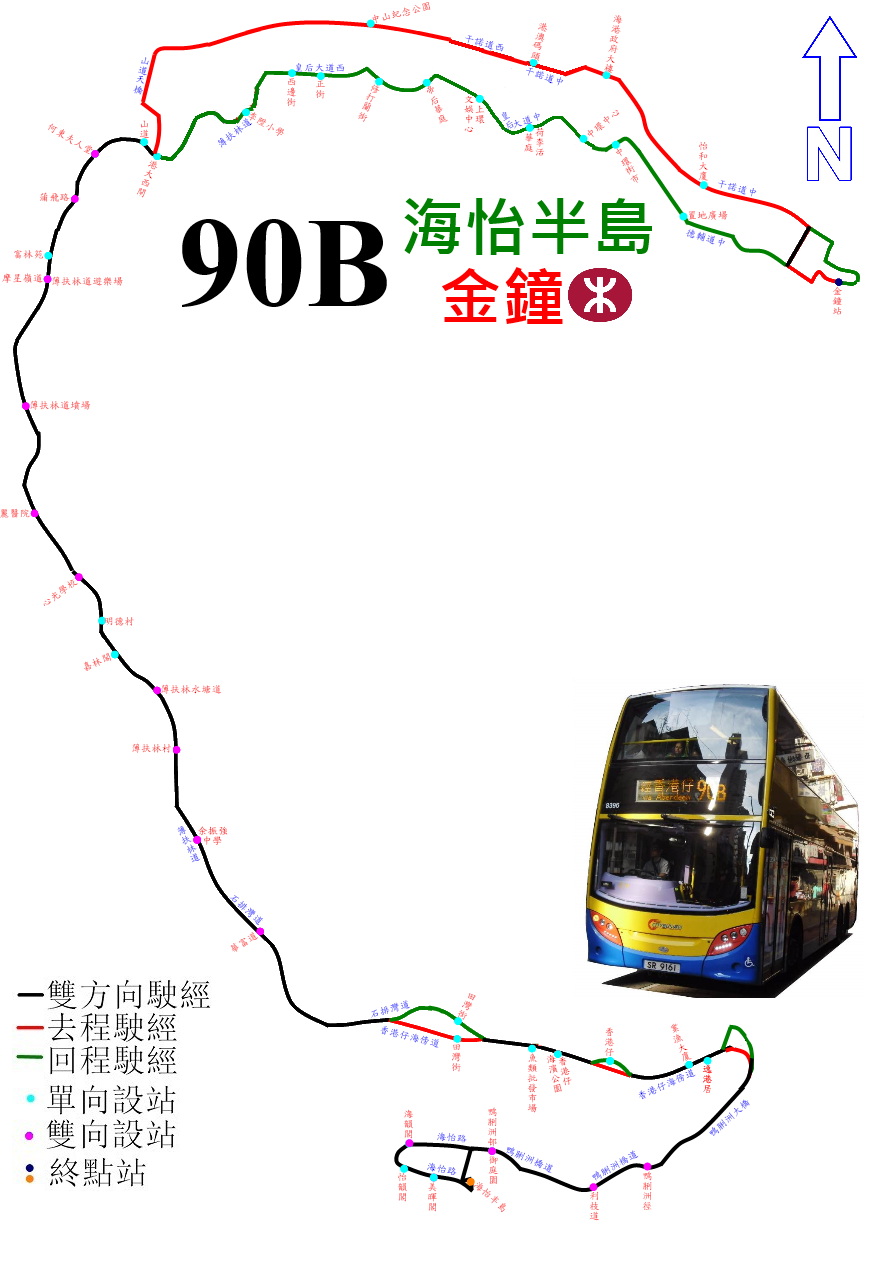
本線的走線圖

| 海怡半島開 | 海怡半島開                     | 海怡半島開             | 金鐘（東）開 | 金鐘（東）開                   | 金鐘（東）開       |
| 序號       | 車站名稱                       | 位置                   | 序號         | 車站名稱                       | 位置               |
| ---------- | ------------------------------ | ---------------------- | ------------ | ------------------------------ | ------------------ |
| 1          | 海怡半島                       | 海怡半島公共運輸交匯處 | 1            | 金鐘站                         | 金鐘（東）巴士總站 |
| 2          | 海怡半島美暉閣                 | 海怡路                 | 2            | 置地廣場                       | 德輔道中           |
| 3          | 海怡半島海韻閣                 | 海怡路                 | 3            | 中環街市                       |                    |
| 4          | 鴨脷洲邨利澤樓                 | 鴨脷洲橋道             | 4            | 中環中心                       |                    |
| 5          | 鴨脷洲邨                       | 鴨脷洲橋道             | 5            | 荷李活華庭                     |                    |
| 6          | 利枝道                         | 鴨脷洲橋道             | 6            | 上環文娛中心                   |                    |
| 7          | 鴨脷洲徑                       | 鴨脷洲橋道             | 7            | 帝后華庭                       |                    |
| 8          | 逸港居                         | 香港仔海旁道           | 8            | 修打蘭街                       |                    |
| 9          | 香港仔海濱公園                 | 香港仔海旁道           | 9            | 正街                           |                    |
| 10         | 香港仔魚類批發市場             | 香港仔海旁道           | 10           | 西邊街                         |                    |
| 11         | 田灣街                         | 香港仔海旁道           | 11           | 李陞小學                       | 薄扶林道           |
| 12         | 華富道                         | 石排灣道               | 12           | 香港大學西閘                   | 薄扶林道           |
| 13         | 余振強紀念第二中學             | 薄扶林道               | 13           | 何東夫人堂                     | 薄扶林道           |
| 14         | 薄扶林村                       | 薄扶林道               | 14           | 蒲飛路                         | 薄扶林道           |
| 15         | 薄扶林水塘道                   | 薄扶林道               | 15           | 薄扶林道遊樂場                 | 薄扶林道           |
| 16         | 嘉林閣                         | 薄扶林道               | 16           | 香港華人基督教聯會薄扶林道墳場 | 薄扶林道           |
| 17         | 心光學校                       | 薄扶林道               | 17           | 瑪麗醫院                       | 薄扶林道           |
| 18         | 瑪麗醫院                       | 薄扶林道               | 18           | 心光學校                       | 薄扶林道           |
| 19         | 香港華人基督教聯會薄扶林道墳場 | 薄扶林道               | 19           | 明德村                         | 薄扶林道           |
| 20         | 摩星嶺道                       | 薄扶林道               | 20           | 薄扶林水塘道                   | 薄扶林道           |
| 21         | 富林苑                         | 薄扶林道               | 21           | 薄扶林村                       | 薄扶林道           |
| 22         | 蒲飛路                         | 薄扶林道               | 22           | 余振強紀念第二中學             | 薄扶林道           |
| 23         | 何東夫人堂                     | 薄扶林道               | 23           | 華富道                         | 石排灣道           |
| 24         | 香港大學百週年校園             | 薄扶林道               | 24           | 田灣街                         | 石排灣道           |
| 25         | 中山紀念公園                   | 干諾道西               | 25           | 香港仔                         | 香港仔巴士總站     |
| 26         | 港澳碼頭                       | 干諾道西               | 26           | 業漁大廈                       | 香港仔大道         |
| 27         | 海港政府大樓                   | 統一碼頭道             | 27           | 鴨脷洲徑                       | 鴨脷洲橋道         |
| 28         | 怡和大廈                       | 干諾道中               | 28           | 利枝道                         | 鴨脷洲橋道         |
| 29         | 金鐘站                         | 金鐘（東）巴士總站     | 29           | 御庭園                         | 海怡路             |
|            |                                |                        | 30           | 海怡半島怡韻閣                 | 海怡路             |
| 31         | 海怡半島海韻閣                 |                        |              |                                | 海怡路             |
| 32         | 海怡半島                       | 海怡半島公共運輸交匯處 |              |                                |                    |

## 關連項目
- 城巴90系路線

## 外部連結
- 城巴90B線 （页面存档备份，存于）